# Sebastián Corazza
Sebastián Ariel Corazza (Buenos Aires, 3 agosto 1981) è un allenatore di calcio a 5 ed ex giocatore di calcio a 5 argentino.

## Carriera

### Giocatore
Cresciuto nel settore giovanile della Platense, a 16 anni si converte al calcio a 5, accordandosi con il Pinocho, a cui legherà quasi per intero la sua carriera sportiva. Nell'estate del 2004 si trasferisce in Italia per giocare con il Prato. Quattro anni più tardi vive una seconda breve esperienza in Italia con il Napoli Vesevo, fortemente voluto dal connazionale Ruscica che lo aveva già allenato al Pinocho. Nel 2012 ricopre il ruolo di giocatore-allenatore del Pinocho.

### Nazionale
Con la Nazionale maschile di calcio a 5 dell'Argentina ha preso parte alla Copa América 2008, conclusa dall'albiceleste al terzo posto, e al campionato mondiale del 2008 nel quale l'Argentina si è fermata alla seconda fase.